# Алистратик
Алистратик или Алистрат (грч. Αλιστράτη, Алистрати) је насељено место у општини Зиљахово у периферији Средишња Македонија, Грчка. Према попису из 2021. године био је 1.681 становник.
Према бугарском географу и историчару, Василу Канчову, у Алистратику је 1900. године живело 3.600 Словена хришћана, 500 Турака, 400 Аромуна и 15 Грка. Током Другог балканског и Првог светског рата насеље је настрадало и део становништва је избегао, тако је после рата остало 2.369 житеља (претежно Словена и Аромуна). Словенске избеглице настањују се у Бугарској (претежно Гоце Делчев, Сандански, Пловдив, Асеновград и Пазарџик). После 1923. године насељено је 1.024 грчких избеглица, те је Алистратик на попису из 1928. године имао 3.786 становника.

## Познате личности
- Тома Ванђел, српски трговац и добротвор